# Шамброн
Шамброн (слч. Šambron) насељено је мјесто са административним статусом сеоске општине (слч. obec) у округу Стара Љубовња, у Прешовском крају, Словачка Република.

## Становништво
| Година:    | 1994. | 2004.    | 2014.   | 2024.   |
| ---------- | ----- | -------- | ------- | ------- |
| Број људи: | 480   | 429      | 394     | 358     |
| Разлика:   |       | -10,62 % | -8,15 % | -9,13 % |

| Година:    | 2023. | 2024.   |
| ---------- | ----- | ------- |
| Број људи: | 369   | 358     |
| Разлика:   |       | -2,98 % |

Према подацима о броју становника из 2024. године насеље је имало 358 становника.